# Cottage Garden
Cottage Garden ist ein Brettspiel des deutschen Spieleautors Uwe Rosenberg. Das Spiel für einen bis vier Spieler ab acht Jahren ist im Oktober 2016 als erstes Projekt der Edition Spielwiese in Berlin sowie im Dezember desselben Jahres beim Verlag Pegasus Spiele erschienen. Weitere Ausgaben erschienen im gleichen Jahr in Frankreich und in den Niederlanden. 2017 wurde das Spiel gemeinsam mit einigen weiteren Spielen für den Graf Ludo, Spielgrafik des Jahres, nominiert. Wie andere Spiele von Uwe Rosenberg, etwa Patchwork oder Ein Fest für Odin baut das Spiel auf einen Puzzlemechanismus auf, bei dem einzelne Puzzleteile unterschiedlicher Form (Polyominos) auf einer Grundfläche platziert werden müssen und so Punkte einbringen.

## Thema und Ausstattung
Das Spiel behandelt thematisch den Aufbau eines Bauerngartens, englisch „cottage garden“. Die Spieler übernehmen die Rolle von Hobbygärtnern und bepflanzen dabei ihre Beete mit verschiedenen Blumenplättchen, die sie der allgemeinen Auslage entnehmen. Diese Teile sind so genannte Polyominos, also Flächen, die aus mehreren zusammenhängenden Quadraten bestehen. Ziel des Spiels ist es dabei, möglichst viele Siegpunkte zu bekommen, die sich durch die auf den fertiggestellten Beeten durch die Anzahl von vorhandenen Blumentöpfen und Pflanzglocken ergeben.
Das Spielmaterial besteht neben der Spieleanleitung aus:
- einem beidseitig bedruckten Spielplan (die „Gärtnerei“) mit einem Raster von 4 mal 4 Feldern
- 36 Puzzleteilen (Blumenplättchen)
- 9 Tafeln als „Blumenbeete“ mit je einer hellen und einer dunklen Seite und mit einem Raster von 5 mal 5 Feldern
- ein grüner sechsseitiger Würfel (der „Gärtner“)
- eine große runde Pappscheibe mit Sonnenschirm („Platzhalter“)
- 30 runde Pappscheiben mit Katzenmotiv
- 16 runde Pappscheiben mit Blumentopfmotiv
- zwei Pappscheiben mit einem bzw. zwei Bienenkörben
- vier Pflanztische für die Wertungen (je einen pro Spieler)
- 12 orange kleine Würfel als Wertungssteine, je 3 pro Spieler für die Blumentopfwertung
- 12 hellblaue kleine Würfel als Wertungssteine, je 3 pro Spieler für die Pflanzglockenwertung
- eine Schubkarre

## Spielweise
Bei dem Spiel Cottage Garden versuchen die Mitspieler, durch die Bepflanzung von Blumenbeeten mit Blumenplättchen eine möglichst hohe Wertung in Form von Siegpunkten zu erhalten. Der Gewinner ist der Spieler, der am Ende des Spiels die meisten Siegpunkte erreicht hat.

### Vorbereitungen
Zu Beginn des Spiels wird der Spielplan mit der Gärtnerei in die Spielmitte gelegt, wobei die Seite des Spielplans abhängig von der Anzahl der Mitspieler ist. Die Felder der Gärtnerei werden zufällig mit den Blumenplättchen aufgefüllt, die restlichen 20 Plättchen werden in zufälliger Reihenfolge in einer Schlange neben den Spielplan ausgelegt, an ein Ende wird die Schubkarre platziert. Danach kommt der grüne Würfel als „Gärtner“ mit der Augenzahl „1“ (bei 1–2 Spielern mit der „2“) auf das Startfeld am Spielfeldrand.
Die Spieler erhalten jeweils einen Pflanztisch mit Wertungsleiste, auf deren Startfeld jeweils drei orangefarbene und hellblaue Würfel als Zählsteine gelegt werden. Danach erhält jeder Spieler zufällig zwei Blumenbeete, wobei eines auf die helle und das andere auf die dunkle Seite gedreht wird. Zusätzlich bekommt jeder Spieler zwei Pappscheiben mit Katzenmotiv. Der Sonnenschirm, die restlichen Katzenchips, die Blumentöpfe, die Bienenstöcke und ein noch offenes Blumenbeet werden neben dem Spielplan bereit gelegt.

### Spielverlauf
Cottage Garden wird in Runden gespielt, wobei die Spieler im Uhrzeigersinn nacheinander jeweils vier Phasen pro Spielzug durchführen.
In der ersten Phase, der Auffüllphase, werden die Felder in den Zeilen oder Spalten der „Gärtnerei“ überprüft, vor denen der Gärtnerwürfel steht (die „Gärtnerreihe“). Beim Spiel mit vier Personen gibt es zudem diagonale Gärtnerreihen, die überprüft werden müssen. Wenn von den vier Felder nur noch eines oder gar keines ein Blumenplättchen enthält, wird es vollständig mit Blumenplättchen aus der Schlange aufgefüllt. Dabei wird jeweils das Plättchen genommen, die direkt vor der Schubkarre liegen, und auf das leere Feld gelegt, das am nächsten zum Gärtner liegt. Dies wird wiederholt, bis die Reihe gefüllt ist, die Schubkarre wird jeweils weiter gezogen. Sind in der Gärtnerreihe nur ein oder zwei Felder frei, wird diese nur aufgefüllt, wenn der Spieler ein eigenes Katzenplättchen abgibt.
In der Pflanzphase sucht sich der Spieler ein Blumenplättchen aus der Gärtnerreihe aus und legt dies auf eines seiner Blumenbeete. Dabei dürfen die Blumenplättchen gedreht und auch gewendet werden, damit sie auf das Beet passen. Die Plättchen dürfen bei der Auslage nicht überlappen und auch nicht über den Rand eines Blumenbeetes ragen, zudem dürfen sie keine runden Pappscheiben mit „Katze“ oder „Blumentopf“ verdecken während aufgedruckte Blumentöpfe und Pflanzglocken überdeckt werden können. Einmal gelegt, bleiben die Blumenplättchen liegen und dürfen in den Folgezügen nicht mehr verschoben werden. Zum Ausprobieren der Blumenplättchen können diese jederzeit, auch im Zug eines anderen Spielers, aus der Gärtnerei genommen und probeweise auf das Beet gelegt werden. Als Platzhalter wird dann der Sonnenschirm auf das entsprechende Feld der Gärtnerei gelegt. Ist kein Blumenplättchen aus der Gärtnerreihe passend oder möchte der Spieler keines der Plättchen nehmen, kann er stattdessen ein Blumentopfplättchen nehmen und auf sein Beet legen oder eine oder mehrere Katzen aus dem eigenen Vorrat auf ein leeres Feld des Blumenbeetes legen.
Nach der Pflanzphase können vollständig bepflanzte Blumenbeete gewertet werden (Wertungsphase), also Beete, auf denen mit Ausnahme aufgedruckter Blumentöpfe und Pflanzglocken keine freien Felder mehr vorhanden sind. Die Wertung findet anhand der auf dem Beet befindlichen Blumentöpfe und Pflanzglocken statt und wird über den „Pflanztisch“ abgerechnet. Dabei sind die Blumentöpfe einen und die Pflanzglocken zwei Punkte wert. Für die Blumentopfwertung werden die auf dem Beet befindlichen Blumentöpfe (aufgedruckt und als Plättchen) gezählt und einer der orangefarbenen Holzwürfel wird um die entsprechende Anzahl vorwärts gezogen. Danach werden die sichtbaren Pflanzglocken gezählt und mit einem der hellblauen Holzwürfel auf der Pflanzglockenleiste gewertet. Wenn beim Vorsetzen eines orangefarbenen oder hellblauen Holzwürfels die rote Linie mit den Mäusen überschritten wird, erhält der Spieler dafür ein Katzenplättchen, das er in den eigenen Vorrat legt oder direkt nutzen kann. Besitzt ein Spieler dadurch mehr als zwei Katzenplättchen, muss er die überzähligen Katzen direkt einsetzen oder abgeben. Bringt ein Spieler den letzten seiner drei Holzwürfel einer Farbe vom Ausgangsfeld in die Wertungsleiste, erhält er einen Blumentopf aus dem Vorrat, der sofort eingesetzt werden muss. Wenn durch den Einsatz des Blumentopfes oder einer Katze das zweite Beet vollständig wird, wird dieses ebenfalls abgerechnet. Erreicht einer der Holzwürfel die 20 auf der Wertungsleiste, verfallen weitere Punkte und können nicht auf einen anderen Würfel übertragen werden. Der Spieler, der zuerst seinen ersten Holzwürfel ins Ziel bringt, erhält das Plättchen mit den 2 Bienenkörben und der zweite Spieler, dem dies gelingt, bekommt das Plättchen mit dem einzelnen Bienenkorb. Jeder der Bienenkörbe wird in der Endabrechnung als ein Siegpunkt gezählt. Nach der Wertung werden alle Blumentopf- und Katzenplättchen zurück in den Vorrat gebracht und die Blumenplättchen an das Ende der Blumenschlange gelegt. Das abgerechnete Beet wird umgedreht und in die Tischmitte gelegt, der Spieler erhält das bis dahin in der Tischmitte ausliegende Beet als neues eigenes Beet.
In der letzten Phase, der Gärtnerphase, wird der Gärtnerwürfel am Rand des Spielplans in Pfeilrichtung ein Feld weiter gezogen. Wenn er dabei das Zielfeld erreicht, wird die Zahl auf dem Gärtnerwürfel sofort um 1 erhöht. Wird der Gärtnerwürfel dabei auf die „6“ gedreht, beginnt die Schlussrunde.

### Schlussphase und Endwertung
Zu Beginn der Schlussrunde müssen die Spieler alle Blumenbeete abgeben, auf denen sich maximal zwei Blumenplättchen befinden. Danach müssen die Spieler so lange weiterspielen, bis alle übrigen Blumenbeete vervollständigt sind. Vor jedem Spielzug verlieren die noch im Spiel befindlichen Spieler je zwei Punkte, die anhand der Holzwürfel auf den jeweiligen Wertungsreihen abgezogen werden. Befinden sich alle Holzwürfel auf den Feldern 0, 1 und 20 der Punkteskala, muss ein Holzwürfel, der sich auf Feld 20 befindet, um ein Feld zurückgesetzt werden, der Spieler verliert damit 5 oder 6 Punkte. Vervollständigte Blumenbeete werden aus dem Spiel genommen und nicht mehr ersetzt. Wird die rote Linie der Wertungsskala durch zurückgesetzte Holzwürfel überschritten, passiert nichts, überschreiten die Würfel nach der Auswertung eines Beetes beim Vorrücken die rote Linie erneut, erhält der Spieler erneut ein Katzenplättchen und kann es direkt wieder einsetzen.
Das Spiel endet, wenn alle Blumenbeete aus dem Spiel genommen sind. Dann werden alle Punkte der Spieler zusammengezählt, wobei die orangefarbenen Holzwürfel je nach Position auf der Punkteskala 1 bis 15 Punkte und die hellblauen Holzwürfel 2 bis 14 Punkte bekommen, auf dem Zielfeld bekommen alle Würfel 20 Punkte. Jeder Bienenkorb ist einen Punkt wert, ungenutzte Katzenplättchen bringen keine Punkte. Es gewinnt der Spieler mit der höchsten Punktzahl, bei Gleichständen entscheidet die Anzahl der Bienenkörbe über die bessere Platzierung.

## Entwicklung und Rezeption

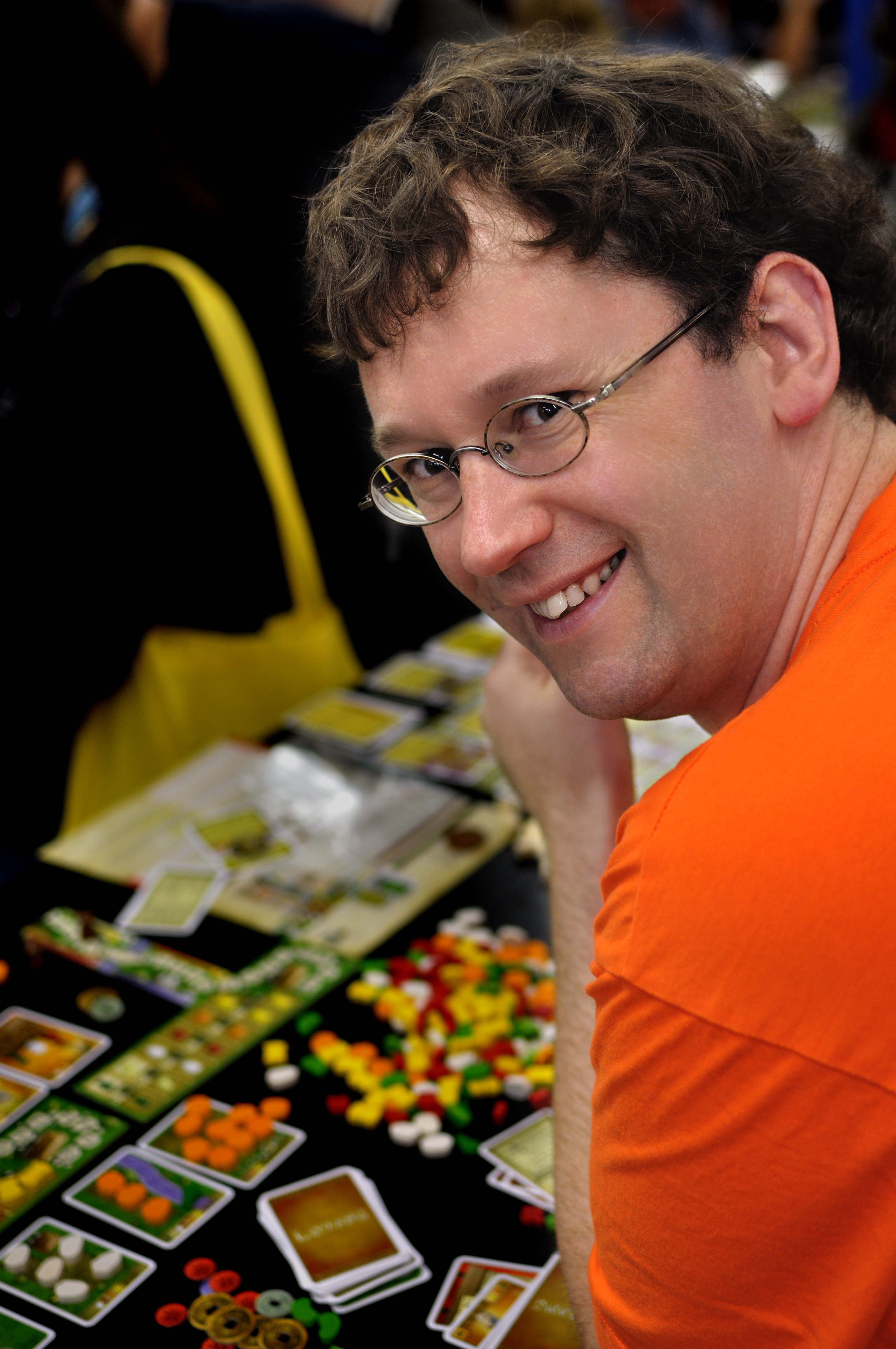
Uwe Rosenberg auf der Spiel 09 in Essen

Cottage Garden wurde von dem deutschen Spieleautor Uwe Rosenberg im Jahr 2016 als erstes Projekt für die Edition Spielwiese entwickelt, die anlässlich des 10-jährigen Bestehens des Spielecafés Spielwiese in Berlin gegründet wurde. Es erschien zu den Internationalen Spieltagen (SPIEL) im Oktober 2016 in Essen. Im Dezember desselben Jahres erschien das Spiel zudem beim Verlag Pegasus Spiele und wurde in Frankreich von Blackrock Games und in den Niederlanden von White Goblin Games veröffentlicht.
Das Spiel ähnelt dem ebenfalls von Uwe Rosenberg entwickelten Spiel Patchwork darin, dass in beiden Spielen Felder mit Teilen bepuzzelt werden. Rosenberg selbst zieht zudem Parallelen zu dem Spiel Kupferkessel Co. von Günter Burkhardt aus dem Jahr 2001 und Ubongo von Grzegorz Rejchtman von 2006. Durch den Puzzlemechanismus zieht er auch Parallelen zu Ein Fest für Odin, das ebenfalls einen solchen enthält, und erklärt:

„Bei Ein Fest für Odin hatte ich zwei Ansätze für den Puzzlemechanismus. Den für Odin hatte ich einfach gehalten und den komplizierten Ansatz mit Kosten und Zeit isoliert als das Spiel ausgearbeitet, das später Patchwork wurde. Patchwork wurde ein viel größerer Erfolg, als ich erwartet hatte. So machte ich mir weiter Gedanken, wie ich das reine Puzzlegefühl stärker herausarbeiten konnte, denn Patchwork fühlt sich schon ein wenig wie ein Wirtschaftsspiel an. Aus diesen Überlegungen heraus ist Cottage Garden entstanden.“

Die Illustrationen stammen von Andrea Boekhoff, die auch Das Zepter von Zavandor (2004) von Jens Drögemüller und Saboteur (2004) von Frédéric Moyersoen illustriert hat. 2017 wurde das Spiel auf die Nominierungsliste zum Graf Ludo, einem Preis für die beste Spielgrafik des Jahres, aufgenommen.
In der Spieledatenbank BoardGameGeek verzeichnete Cottage Garden ein Rating von durchschnittlich 7,2 (von 10) bei mehr als 1200 Bewertungen (Stand Januar 2017).

## Belege
1. 1 2 3 4 5 6 7 8 9 10 11  Spieleanleitung Cottage Garden bei der Edition Spielwiese; abgerufen am 1. Februar 2017.
2. ↑  Versions von Cottage Garden in der Spieledatenbank BoardGameGeek (englisch); abgerufen am 1. Februar 2017.
3. 1 2 3  Michael Weber: Uwe Rosenberg über Ein Fest für Odin und Cottage Garden. Interview mit Uwe Rosenberg auf reich-der-spiele.de, 1. Oktober 2016; abgerufen am 2. Februar 2017.
4. ↑  Graf Ludo 2017 - Die Auswahlliste (Memento vom 1. Oktober 2017 im Internet Archive); abgerufen am 26. Juni 2017.
5. ↑  Ratings & Comments für Cottage Garden in der Spieledatenbank BoardGameGeek (englisch); abgerufen am 1. Februar 2017.